# Comunitat de comunes Pays Créçois
La Comunitat de comunes Pays Créçois (oficialment: Communauté de communes Pays Créçois) és una Comunitat de comunes del departament de Sena i Marne, a la regió de l'Illa de França.
Creada al 2000, està formada 19 municipis i la seu es troba a Crécy-la-Chapelle.

## Municipis
1. Bouleurs
2. Boutigny
3. Condé-Sainte-Libiaire
4. Couilly-Pont-aux-Dames
5. Coulommes
6. Coutevroult
7. Crécy-la-Chapelle
8. Esbly
9. La Haute-Maison
10. Montry
11. Quincy-Voisins
12. Saint-Fiacre
13. Saint-Germain-sur-Morin
14. Sancy
15. Tigeaux
16. Vaucourtois
17. Villemareuil
18. Villiers-sur-Morin
19. Voulangis